# Četníkova svadba - Strážovská priepasť
Četníkova svadba – Strážovská priepasť – system jaskiniowy w Górach Strażowskich, składający się z dwóch oddzielnie odkrytych, a następnie połączonych jaskiń Četníkova svadba oraz Strážovská priepasť. Największy system jaskiniowy w północno-zachodniej Słowacji.

## Położenie
Obydwie jaskinie znajdują się w podszczytowych partiach najwyższego szczytu Gór Strażowskich, Strážova, w jego zachodnich zboczach, wznoszących się ponad wsią Zliechov. Otwory jaskiń znajdują się w granicach administracyjnych wyżej wymienionej wsi.

## Historia
Jaskinia Četníkova svadba (pol. Ślub Četníka) odkryta została 19 listopada 1994 r. w niedzielę, w dniu ślubu jednego z członków Klubu Jaskiniowego „Strážov” o przezwisku „Četník” (właśc. Jožo Špánik). Odkrycia dokonali: Paľo Kardoš, Jožo Kasman, Miloš Knopp, Bohuš Kortman, Béla Král, Peťo Kúšik i Paľo Špánik. Dotarli oni wówczas do pierwszej większej komory, nazwanej Sobášna sieň (Sala Weselna). Intensyfikacja prac w jaskini nastąpiła po 1999 r. 5 marca 2000 r., po przekopaniu się przez zawaloną sedymentami wąską szczelinę speleolodzy dosięgli w jaskini 126 m i -34 m głębokości. Prace kontynuowano w następnych latach, przebijając się w końcu do systemu korytarzy, łączących wielkie sale i komory. W roku 2013 udało się znaleźć przejście do Četníkovej svadby z odkrytej kilka lat wcześniej (w 2006 r.) jaskini Strážovská priepasť i od tej pory jest to normalnie używana droga wejściowa do systemu obu jaskiń.

## Charakterystyka
System rozwinął się w wapieniach środkowego/górnego triasu. Jaskinia Četníkova svadba jest pochodzenia fluwiokrasowo-zawaliskowego. Otwór jaskini leży na wysokości 1075 m n.p.m., niedaleko wierzchołka góry Strážov. Obok ciasnych i mokrych korytarzy w jaskini są wielkie komory wielkości sali sportowej, wysokie na blisko 35 m, są wysokie kominy, jest ciek wodny z podziemnymi wodospadami. Jaskinia Strážovská priepasť (znana także jako Previs pri Četníkovej svadbe) jest pochodzenia fluwiokrasowego. Jej otwór wejściowy znajduje się na wysokości 1100 m n.p.m. pod wielkim nawisem skalnym. Ma głębokość 21 m.
Łączna długość korytarzy systemu wynosi 1276 m, a głębokość 78 m. System jaskiniowy jest trudny technicznie, a poruszanie się w nim jest niebezpieczne i z tego powodu nie jest przewidziany do udostępnienia turystycznego.

## Ochrona
System jaskiniowy leży w granicach rezerwatu przyrody Strážov, na terenie Obszaru Chronionego Krajobrazu Gór Strażowskich. Dodatkowo jest chroniony jako pomnik przyrody (słow. prírodná pamiatka). Jaskinie są miejscem zimowania kilku gatunków nietoperzy. System nie jest udostępniony do zwiedzania.